# Andrej Zvjagincev
Andrej Zvjagincev (rus. Андрей Петрович Звягинцев, eng. Andrey Zvyagintsev; Novosibirsk, Rusija, 6. veljače 1964.) - ruski filmski redatelj i scenarist. Dobitnik je nagrade „Zlatni lav“ na Međunarodnom filmskom festivalu u Veneciji, Zlatnog globusa za najbolji strani film i nagrade žirija na Filmskom festivalu u Cannesu. Smatra se jednim od najcjenjenijih suvremenih ruskih redatelja u međunarodnim krugovima.
Već svojim prvim dugometražnim igranim filmom „Povratak“ (2003.) skrenuo je na sebe pažnju filmskih poznavalaca i kritičara, osvojivši nekoliko prestižnih nacionalnih nagrada, kao i dvije nagrade „Zlatni lav“ na Međunarodnom filmskom festivalu u Veneciji.
Njegov drugi film „Izgnanstvo“, snimljen 2007. godine, dobio je nekoliko priznanja. Za film "Levijatan" dobio je Zlatni globus za najbolji strani film. Tijekom 2021. najavljeno je, da će Zvjagincev snimati slijedeći film u SAD-u na engleskom jeziku. U lipnju 2021. razbolio se nakon cijepljenja protiv covida-19. Izašao je iz inducirane kome u rujnu 2021., a oporavlja se u bolnici i u 2022. godini.
Skupio je impresivnu kolekciju nagrada i hvalospjeva za svoje filmove te ga se već godinama smatra najboljim ruskim redateljem.
Bio je gost 17. Motovunskog filmskog festivala, kada je dobio nagradu „Maverick”, koja se dodjeljuje autorima koji su individualnošću, slobodnim duhom i inovativnošću širili ili šire granice filmskog izričaja.

## Filmografija
- 2003. - „Povratak“
- 2007. - „Izgnanstvo”
- 2011. - „Elena”
- 2014. - „Levijatan”
- 2017. - „Bez ljubavi”